# Дуглас Пи
Дуглас Пи (англ. Douglas P.), полное имя Дуглас Пирс (англ. Douglas Pearce) (род. 27 апреля 1956, Шируотер, Уокинг, Англия, Великобритания) — английский и австралийский фолк-музыкант, один из основоположников жанра неофолк, основатель и продюсер лейбла «New European Recordings», фотограф.

## Биография
Дуглас Пирс родился и вырос в Шируотере, пригороде Лондона, который сам музыкант описывает, как «белое гетто для рабочего класса». Отец был летчиком королевских ВВС и участвовал во Второй Мировой войне. Родители Дугласа были англичане, хотя, как утверждала мать, они имели шотландско-ирландские корни. Отец умер, когда будущему музыканту было 14 лет. Пирс вырос, как он описывает, в очень милитаристской среде, повсюду окружённый войной. «Я имел самое натуральное влечение к войне» — признавался он позднее. В 18 лет Дуглас совершил путешествие автостопом по Европе, что, по словам музыканта, сильно изменило его личность.
В детстве родители провели над Пирсом обряд экзорцизма, так как считали, что
их ребёнок одержим злыми духами. После смерти отца, Дуглас и его мать пытались вызвать дух умершего с помощью Уиджа. В настоящее время Пирс всё ещё твёрдо верит в паранормальные явления, увлекается оккультизмом и утверждает, что не раз имел контакт с различными духами.

## Музыкальная карьера

### Crisis
Свою музыкальную карьеру Пирс начал в 1977 году, присоединившись к панк-рок-группе «Crisis», в которой он играл вплоть до её распада в 1980 году. Всего за три года своего существования «Crisis» выпустили четыре сингла, также зарекомендовав себя как ярая антифашистская и леворадикальная группа, активно выступая на концертах в рамках кампании «Рок против расизма» и на фестивалях «Антинацистской лиги», став, таким образом, одними из основоположников движения Oi! (впрочем, уже скоро в музыкальном плане коллектив отошёл от традиционного панк-рок-звучания в сторону большей комплексности звука, заложив некоторые основы пост-панка).

### Death in June
После распада «Crisis» в 1980 году, музыкант, вместе с её бывшими членами, Тони Уэйкфордом (позднее основавшим неофолк-группу «Sol Invictus») и Патриком Лигасом (сейчас член группы «Mother Destruction»), создали «Death in June». К 1985 году Дуглас Пирс стал единственным постоянным участником «Death in June», иногда приглашая временных музыкантов в качестве соавторов и участников группы. Пирс продолжает работать над проектом «Death in June» и по сей день.
В 90-х переехал из Англии в Австралию, становится затворником, не выступает. С 2012 года вновь начал активно концертировать.
Дважды бывал с гастролями в России (2002, 2011).

### Сценический образ
До недавнего времени выступал исключительно в маске, приобретённой в Венеции в 1991 году. Маска ему настолько понравилась, что он сделал её частью сценического образа. Предпочитает фотографироваться в маске. Также всегда выступает в военном камуфляже Waffen SS, чаще всего в расцветке «Rauchtarnmuster».
Дуглас Пи — открытый гей. Настаивает на том, что гомосексуальность является основой его творчества.